# Cunonia capensis
Cunonia capensis là một loài thực vật có hoa trong họ Cunoniaceae. Loài này được L. mô tả khoa học đầu tiên năm 1759.